# 徳願寺山城
徳願寺山城（とくがんじやまじょう）は、静岡県静岡市駿河区丸子・向敷地にある徳願寺山にあった日本の城（山城）。同城についての伝承や史料はほとんど無く、城主や年代などに不明な点が多い。

## 概要
標高352メートルの徳願寺山山頂から、東側斜面の徳願寺（江戸時代までは「得願寺」）付近に位置する。
同山山頂は「仏平」と呼ばれ、12世紀頃には「駿河七観音」の1つで徳願寺の前身とされる真言宗の大窪寺（だいわじ / だいあじ）があったと伝わる。山頂部は発掘調査されていないが、旧山岳寺院兼山城の曲輪とされたらしく、堀切や虎口とみられる遺構が残る。また東側斜面の麓には「向敷地字堀ノ内」という地名があり、中世城館があったとする説がある。
東側斜面の標高約150メートル付近には「大段」と呼ばれる平坦地が、その南側の標高約130メートル付近にも「平城」と呼ばれる平坦地がそれぞれあり、現在は徳願寺の境内となっている。徳願寺付近から山頂方面の斜面には「ズラシ」とよばれる竪堀状の遺構がある。この「平城」付近では、農道整備事業に伴い1986年（昭和61年）から1992年（平成4年）にかけて4次にわたる発掘調査が行われ、古墳時代後期の古墳群（徳願寺古墳群・平城古墳群）と共に、稜線を断ち切る堀切や腰曲輪状の造成面など、中世の城郭と見られる遺構が発見されている。
静岡市の発掘調査報告書では、城についての史料的根拠が乏しいことから、山頂部の城郭遺構と、東山腹の「平城」付近で発掘された城郭遺構、さらに麓の城館伝承地（字堀之内）すべてを徳願寺山城として考証することを避けているが、出土した遺物などをもとに、12世紀〜13世紀には山頂部で伝・大窪寺が栄えていたが、14世紀の南北朝の動乱により寺が衰退して山城化が進み、徳願寺山城が成立し、15世紀には東側斜面の「大段」を一ノ曲輪としつつ、1476年（文明8年）に大窪寺の千手観音を大段に移して得願寺が開山し、江戸時代の1688年（元禄元年）には二ノ曲輪だった「平城」に寺が移って山城遺構は消滅していった、とする変遷を復元している。
同城の築城者や布陣した勢力については史料がなく全く不明であるが、静岡古城研究会の水野茂は、大規模な山城であることから、今川氏かそれ以上の軍事力を動員できる勢力が想起されるとして、1433年（永享5年）に今川範忠の家督継承に反対して起きた国人一揆鎮圧のために室町幕府の命で派遣された、三河・遠江守護の斯波氏の部隊である可能性を提示している。